# جزیره جوندا

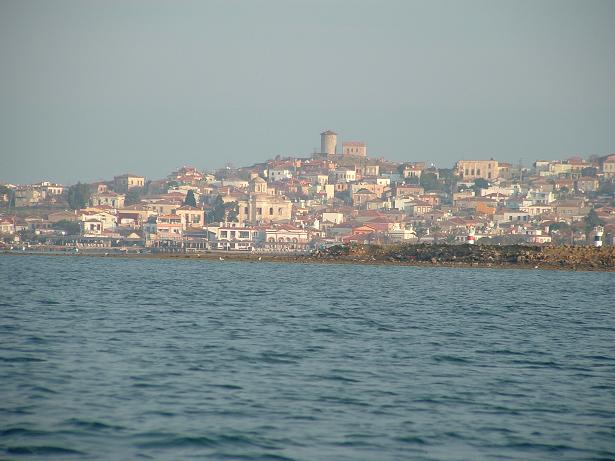
جزیره جوندا درحال مشاهده از سمت دریا

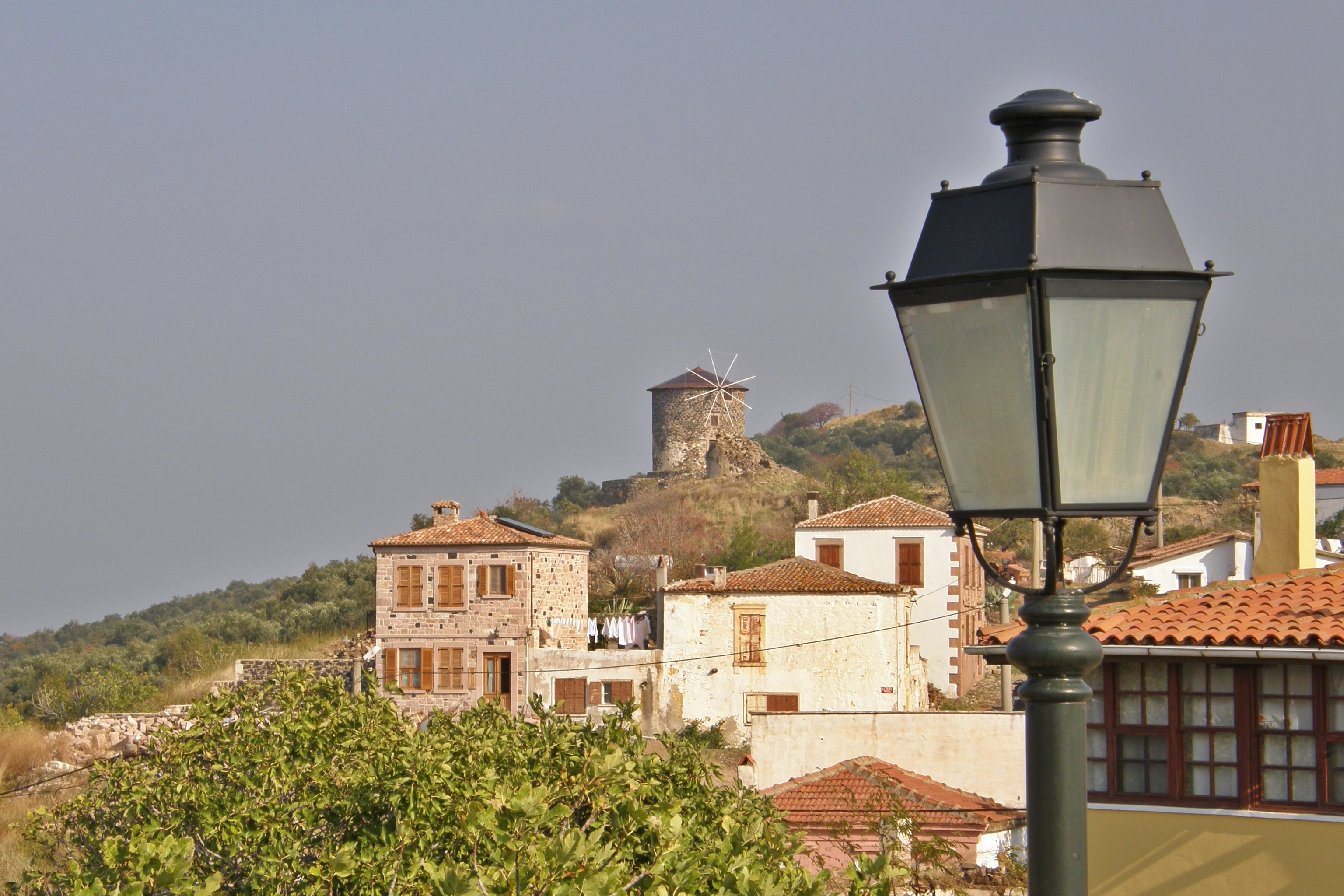
خانه‌ها در جزیره جوندا که بزرگترین جزیره در جزایر آیوالیک است

 جزیره جوندا که جزیره علی‌بی نیز نامیده می‌شود (بهترکی استانبولی: Cunda Adası, Alibey Adası; یونانی: [Μοσχονήσι or Μοσχονήσος] Error: {{Lang}}: متن دارای نشانه‌گذاری ایتالیک است (راهنما)) بزرگترین جزیره در مجمع الجزایر آیوالیک در ترکیه است. جوندا یک جزیره کوچک در شمال غربی در دریای اژه است. این جزیره در فاصله ۱۶ کیلومتری شرق جزیره لسبوس یونان قرار دارد. جوندا یک اقامت‌گاه تفریحی در دریای اژه است. از مرکز آیوالیک اتوبوس‌ها و خدمات کشتی‌رانی جهت حمل نقل مسافرین و ساکنین قرار دارد.

## نگارخانه

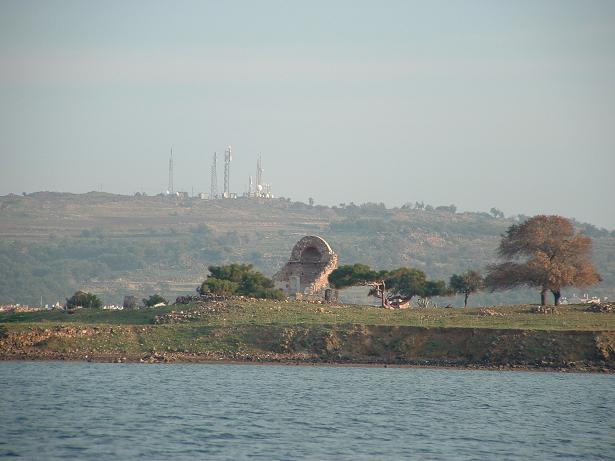
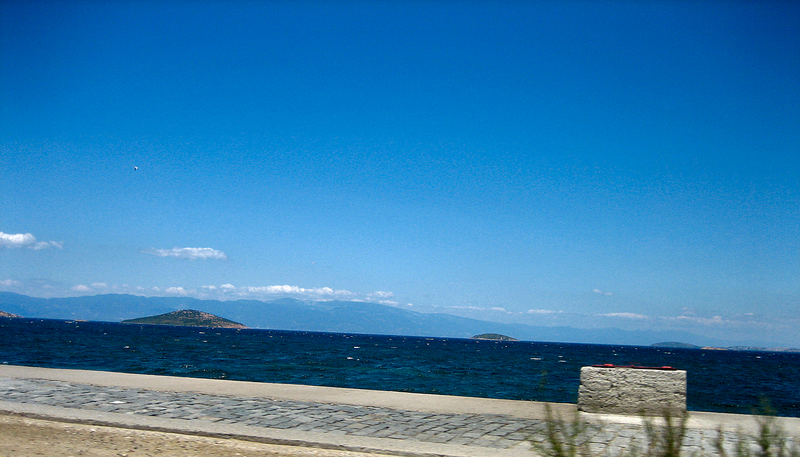
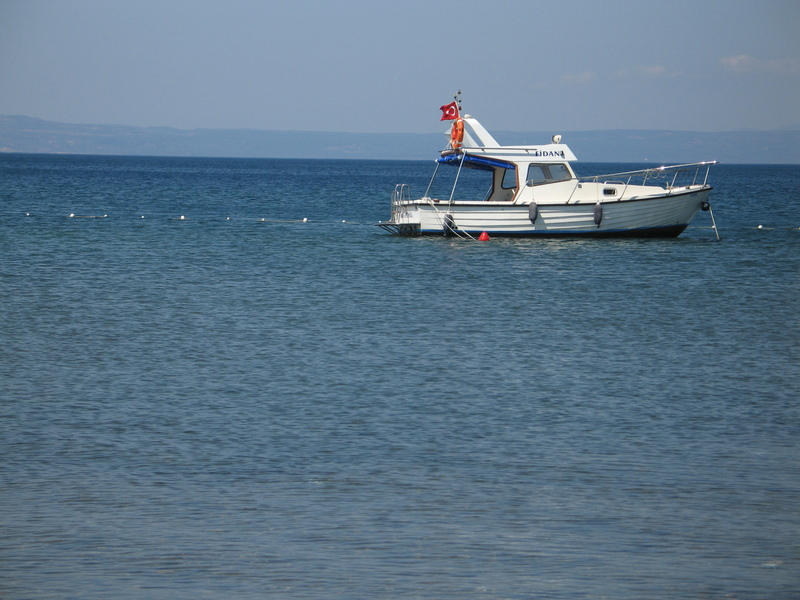
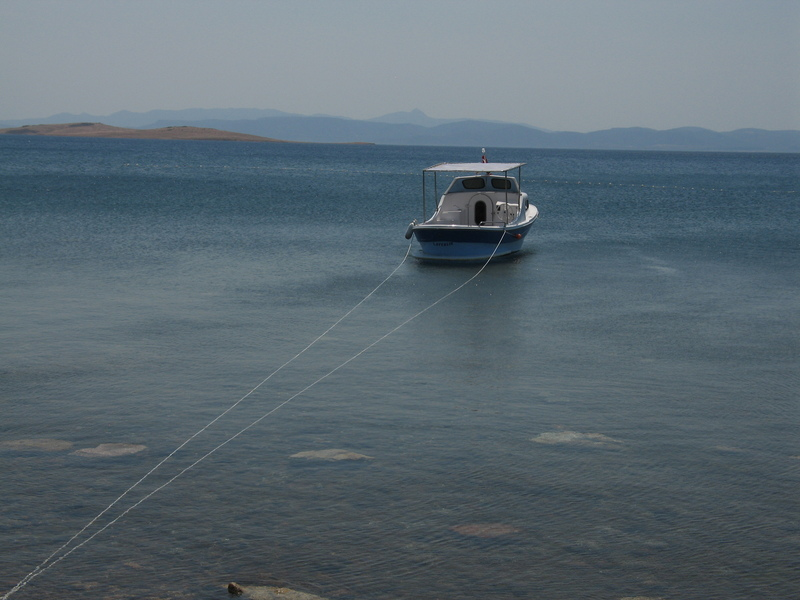
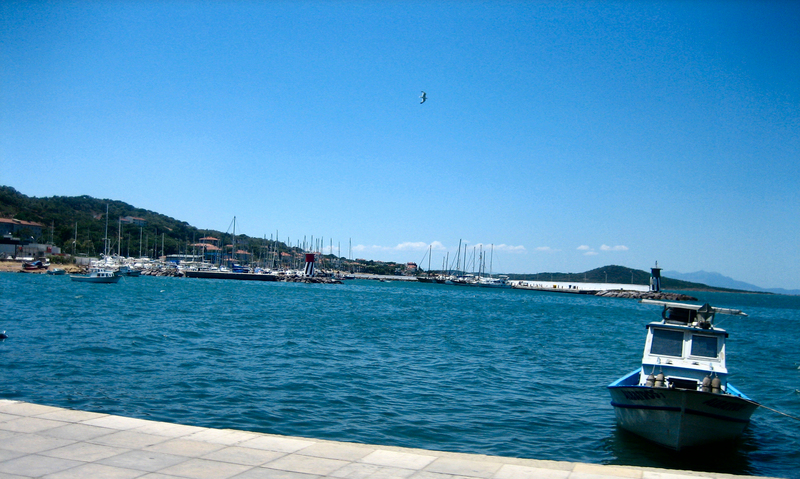
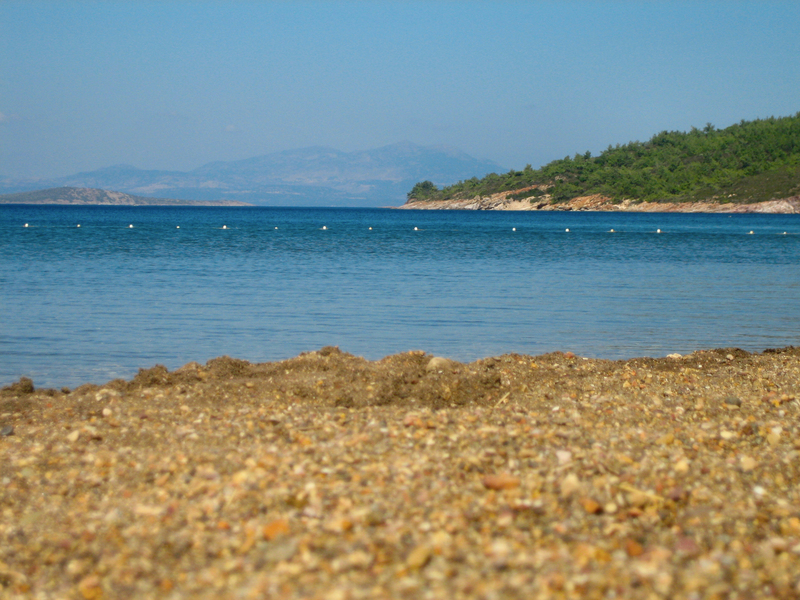
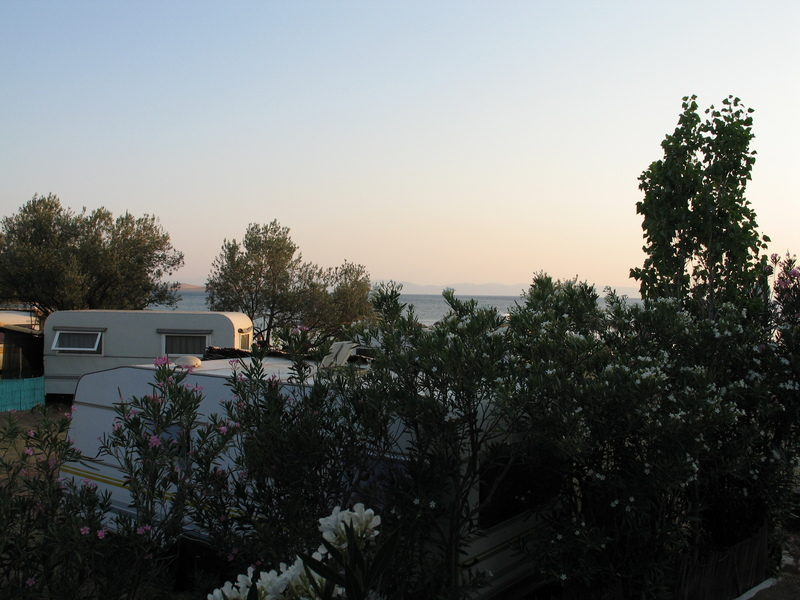
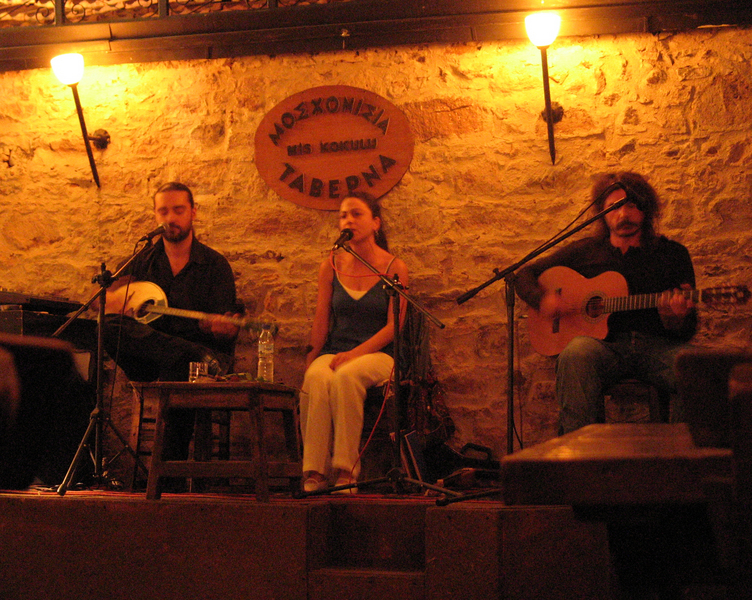
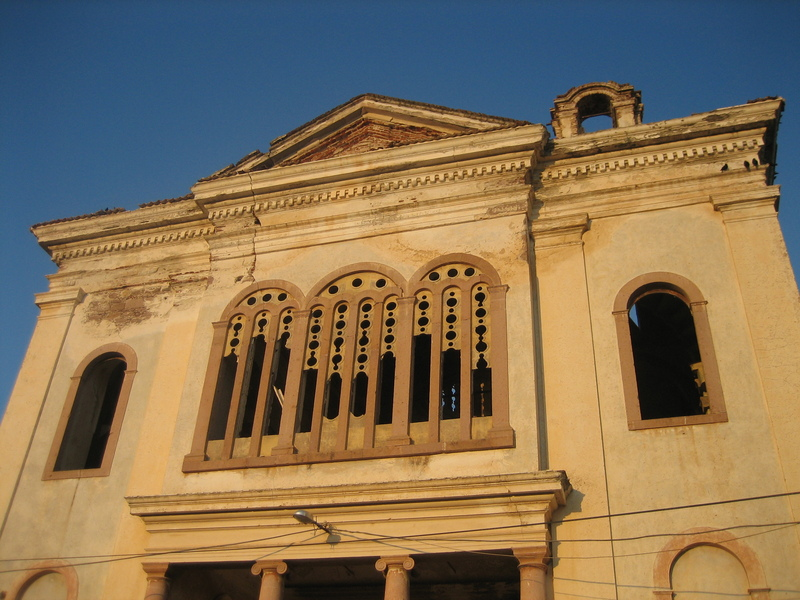
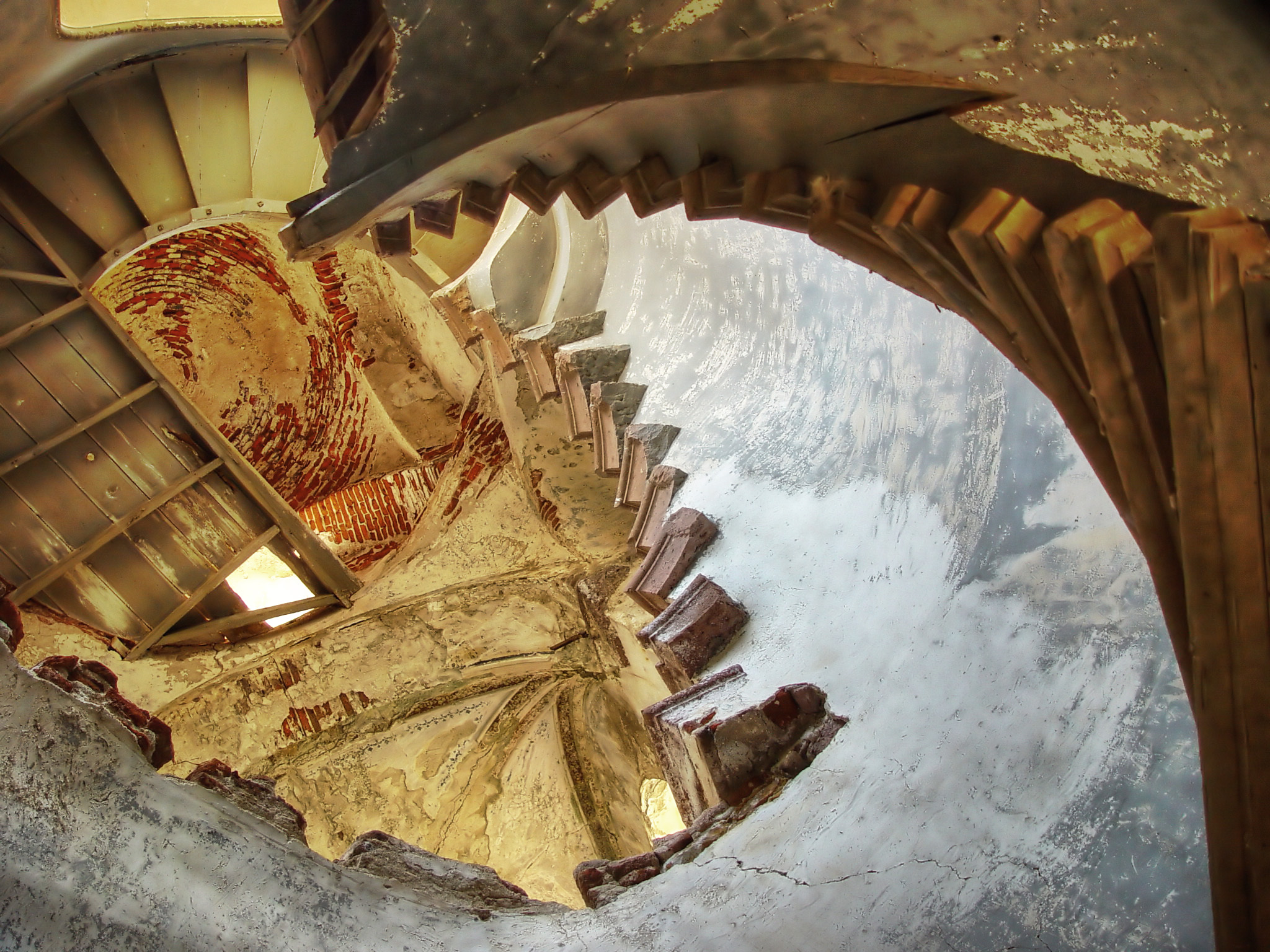